# Pitkäjärvi (sjö i Joensuu, Norra Karelen, 62,58 N, 30,71 Ö)
Pitkäjärvi är en sjö i kommunen Joensuu i landskapet Norra Karelen i Finland. Sjön ligger 176,1 meter över havet. Den är 19,2 meter djup. Arean är 67 hektar och strandlinjen är 6,35 kilometer lång. Sjön  ingår i Jänisjokis huvudavrinningsområde.   Den ligger omkring 47 kilometer öster om Joensuu och omkring 410 kilometer nordöst om Helsingfors. 
I sjön finns ön Pitkänsaari. 